# Katharina Farnleitner
Katharina Farnleitner (* 1995 in Neunkirchen, Niederösterreich, Österreich) auch: Katharina Theresa Farnleitner ist eine österreichische Schauspielerin in Film, Fernsehen, und Theater.

## Leben und Karriere
1995 wurde Katharina Farnleitner in Neunkirchen in Niederösterreich geboren. Sie absolvierte ihre schulische Ausbildung an der KunstModeDesign Herbststrasse in Wien, wo sie sich auf Design und Modegrafik spezialisierte und 2018 maturierte. Anschließend studierte sie Costume Design and Construction an der Queen Margaret University in Edinburgh.
2013 bis 2017 hat sie ihr Schauspielstudium an der Musik und Kunst Privatuniversität der Stadt Wien (MuK) beendet. Sie spielte u. a. in Diese Mauer fasst sich selbst zusammen und der Stern hat gesprochen, der Stern hat auch was gesagt als Gast im Schauspielhaus Wien, unter der Regie von Franz-Xaver Mayr, mit der Produktion gastierten sie u. a. bei den Autorentheatertagen in Berlin.
Im Kino war sie zuletzt in Wie ich lernte, bei mir selbst Kind zu sein von Rupert Henning oder in Licht (2017) von Barbara Albert zu sehen. Beim Max Ophüls Filmfestival 2018 spielte sie im Kurzfilm Schneemann von Leni Gruber die Hauptrolle.
2025 ist sie in der Rolle der Tanja Eybl im Tatort: Wir sind nicht zu fassen! zu sehen.
Katharina Farnleitner lebt in Wien.

## Filmografie (Auswahl)
- 2016: Die Liebenden sind immer doppelt müde (Kurzfilm)
- 2016: Bruder Jakob (Kurzfilm)
- 2017: Licht (2017) (Kinofilm)
- 2018: Schneemann (Kurzfilm)[3]
- 2019: Wie ich lernte, bei mir selbst Kind zu sein (Kinofilm)
- 2019–2020: Erbe Österreich (Fernsehserie, 2 Folgen)
- 2020: Beatrix (Fernsehfilm)
- 2022: Wunderland (Kurzfilm)
- 2023: Inertia (Kurzfilm)
- 2023: Flight to Nowhere (Kurzfilm)
- 2024: Zwei Mütter (Kurzfilm)
- 2024: Mein perfekter Geburtstag (Kurzfilm)
- 2025: Tatort: Wir sind nicht zu fassen!

## Theater (Auswahl)
Dschungel Wien
- 2015: Liebe und Krieg, als Cressida, (Regie: Markus Felkel)

Schauspielhaus Wien
- 2017: Kohlhaaz, als Lisbeth, (Regie: Volker Schmidt)
- 2017–2018: Diese Mauer fasst sich selbst zusammen und der Stern hat gesprochen, als Figur 2, (Regie: Franz-Xaver Mayr)[5]

TheaterArche Wien
- 2019: Unter der Haut, als Ida, (Regie: Bruno Kratochvil)

The Norwegian Ibsen Company
- 2024: Enemy of the People Workshop, als Aslaksen, (Regie: Christian Holm-Glad)